# Sheila Sri Prakash
Sheila Sri Prakash (6 de juliol de 1955, Bhopal) és arquitecta i urbanista, i la primera dona que aconsegueix crear, mantenir i dirigir el seu propi despatx d'arquitectura a l'Índia. Col·labora amb el fòrum econòmic mundial com a assessora en disseny sostenible i ha treballat també al món de la dansa, la pintura i l'escultura. Reconeguda com a intel·lectual, ha participat en diverses conferències internacionals sobre les seves especialitats i ha patrocinat concursos d'art per a joves com a tasca educativa.
Va ser considerada una nena prodigi per la precocitat amb què es va iniciar en la dansa clàssica. Per això la seva família es va mudar a Chennai per donar-li més oportunitats i que es pogués formar com a ballarina amb els mestres més reputats. Des de ben petita es va interessar per les arts tradicionals i quan es va graduar com a arquitecta, va incorporar als seus primers projectes trets locals per reivindicar-les. Aquesta característica seria constant en les seves edificacions futures, on va anar incorporant progressivament altres interessos, com ara el respecte i la integració amb la natura (com en els seus dissenys per a recollir l'aigua de pluja i l'atenció a les classes més desfavorides (per exemple en el seu disseny de cases de construcció ràpida per a refugiats). Més endavant es va afegir al grup Zonta International, una organització que treballa per a millorar la condició de la dona arreu del món. En aquesta entitat proclama el dret a tenir una cultura pròpia Índia que empoderi la dona en aquest país sense models importats d'Occident.
Basa la seva feina com a arquitecta en el principi de la reciprocitat amb l'entorn, si hom agafa materials d'ells, els ha de retornar segons uns paràmetres preestablerts. Aquesta reciprocitat s'aplica també a l'entorn cultural i social. Per això la seva arquitectura ha estat titllada com a garant de la sostenibilitat holística Va crear una fundació que porta el seu nom (Shilpa Foundation) per expandir aquests principis a altres creadors. Des d'allà estudia també l'impacte de les edificacions en les comunitats, analitzant la importància dels serveis, dels monuments emblemàtics, dels materials i tècniques emprades i de l'alteració de l'espai en la vida quotidiana de la gent. És una ferma defensora de la planificació urbanística com a eina per disminuir les desigualtats socials i les seves recomanacions han esdevingut oficials en diversos estats indis. Va produir i dirigir una pel·lícula, A Dancer's Dialog with Thanjavur Brihadeeswara, on detalla ens seus principis.